# Hyppa postmarginata
Hyppa postmarginata är en fjärilsart som beskrevs av Barend J. Lempke 1965. Hyppa postmarginata ingår i släktet Hyppa och familjen nattflyn. Inga underarter finns listade i Catalogue of Life.